# Догпул
Догпул (англ. Dogpool) — супергерой комиксов издательства Marvel Comics. Персонаж представляет собой альтернативную версию Дэдпула, являющуюся собакой.

## История публикаций
Догпул впервые появился в «Prelude to Deadpool Corps #3», выступая в качестве главного персонажа в нем и последующей серии комиксов Deadpool Corps. Эта версия Догпула в последний раз появилась в «Дэдпул убивает Дэдпула (Deadpool Kills Deadpool) #1» от 2013 года, где герой был убит злодейской версией Дэдпула из альтернативной вселенной.
На San Diego Comic-Con 2024 года Marvel Comics анонсировала серию комиксов, созданную Маккензи Кейденхед и Энид Балам под названием Dogpool, в которой Догпул представлен наряду с дебютировавшими персонажами Кэтпул (англ. Catpool) и Мауспул (англ. Mousepool).

## Вымышленная  биография
Догпул родом с Земли-103173 Мультивселенной Marvel. В этой вселенной собака Уилсон была подвергнута испытаниям на животных косметической компанией Babeline в проекте Mascara-X, которая стремилась создать продукт, который даровал бы покупателям вечную молодость. После того, как он был ужасно мутирован в результате экспериментов, его оставили умирать в мусорном контейнере, но в конечном итоге он сбежал и был завербован цирком, который увидел потенциал в его регенеративных способностях.
Там он выполнял смертельные трюки и принял имя «Дэдпул». В конечном итоге его спас Дэдпул с Земли-616, и он присоединился к Корпусу Дэдпула, команде супергероев, состоящей из различных версий Дэдпула из разных вселенных. Догпул стал близким другом Кидпула, детской версии Дэдпула, но в конечном итоге был убит злой версией Дэдпула.

## Вне комиксов
Догпул дебютировал в кино в фильме Marvel Cinematic Universe 2024 года «Дэдпул и Росомаха». В отличие от комиксов, в фильме Догпул — самка. Её играет собака Пегги (является помесью мопса и китайской хохлатой собаки, также известной как пугезе[англ.]), также известная как «Самая уродливая собака Британии». Изображение Догпул в исполнении Пегги стало популярно среди фанатов, и были выпущены тематические товары с ней. Был создан официальный аккаунт в Instagram для размещения фотографий Пегги в роли Догпул, и на момент выхода фильма у него было более 241 000 подписчиков. Райан Рейнольдс, исполнитель роли Дэдпула, заявил, что он поддерживал включение Пегги в фильм, потому что «она ощущается как животное воплощение Уэйда Уилсона».